# Trump Tower Manila
Il Trump Tower Manila è un grattacielo residenziale situato a Makati, Metro Manila, nelle Filippine.
La costruzione dell'edificio è iniziata a giugno 2012 e terminata nel 2017, per un costo totale di 150 milioni di dollari. L'edificio si trova nel complesso a uso misto Century City a Makati Poblacion. È il secondo edificio più alto nelle Filippine, con un'altezza di 250,7 metri.